# Haitan
Haitan (海壇島 / 海坛岛,  Hǎitán Dǎo), auch Pingtan (平潭島 / 平潭岛,  Píngtán Dǎo) genannt, ist eine Küsteninsel der chinesischen bezirksfreien Stadt Fuzhou und Hauptinsel des Kreises Pingtan. Mit 324 km² Fläche ist Haitan die größte Insel der Provinz Fujian und die fünftgrößte Insel Chinas. Auf der 29 km langen und 19 km breiten Insel leben etwa 400.000 Menschen.
Eine im November 2010 errichtete, fünf Kilometer lange Spannbetonbrücke verbindet die Insel mit dem Festland.
2009 wurde Haitan aufgrund seiner Sehenswürdigkeiten und ursprünglichen Natur zum UNESCO-Weltkulturerbe ernannt. 
Die Insel ist vor allem wegen ihrer langen Sandstrände und guten Surfmöglichkeiten bei Touristen beliebt. 